# Gabrielle Solis
Gabrielle Solís (họ gốc: Márquez, họ chồng cũ: Lang) là một nhân vật giả tưởng được thể hiện bởi Eva Longoria trong loạt phim truyền hình Desperate Housewives của đài ABC. Nhân vật này được sáng tạo bởi Marc Cherry và xuất hiện lần đầu trong tập đầu tiên của loạt phim vào ngày 3 tháng 10 năm 2004. Gabrielle sống ở con đường giả tưởng Wisteria Lane tại Fairview, thuộc bang Eagle. Trong số 4 nhân vật chính của phim, Gabrielle là một phụ nữ hoạt bát, kiêu ngạo, nông cạn, ích kỷ, có lối sống thiên về vật chất, mặc dù cũng có những lúc cô biết chia sẻ, cảm thông với người khác và tìm cách sửa chữa sai lầm của mình. Cả hai bên gia đình của Gabrielle và chồng cô Carlos Solis đều xuất thân từ México và theo Công giáo La Mã. Trong phim, Gabrielle thường dùng nhan sắc xinh đẹp làm công cụ dụ dỗ đàn ông để đạt được mục đích.
Với vai diễn này, Eva Longoria đã được đề cử một giải Quả Cầu Vàng.